# İlhan Mimaroğlu
İlhan Kemaleddin Mimaroğlu (ur. 11 marca 1926 w Stambule, zm. 17 lipca 2012 w Nowym Jorku) – turecki kompozytor.

## Życiorys
Studiował prawo na Uniwersytecie w Ankarze. W 1955 roku otrzymał stypendium Rockefellera i wyjechał do Stanów Zjednoczonych. Osiadł w Nowym Jorku, gdzie studiował u Jacka Beesona i Chou Wen-chunga (teoria), Paula Henry’ego Langa (muzykologia) i Vladimira Ussachevsky’ego (muzyka elektroniczna). Uczył się także u Stefana Wolpego i Edgara Varèse’a. Stypendysta Fundacji Pamięci Johna Simona Guggenheima (1971/1972).
Nagrywał z kwartetem jazzowym Freddiego Hubbarda. Współpracował z wytwórnią Atlantic Records, biorąc udział w nagraniu płyt Duke’a Ellingtona i Ornette’a Colemana. Założył także własną wytwórnię muzyczną Finnadar Records, specjalizującą się w muzyce współczesnej.
Związany był z ruchami lewicowymi, a swoim sympatiom politycznym dawał wyraz w wielu utworach. W 1971 roku napisał utwór Sing Me a Song of Songmy, będący protestem przeciwko wojnie wietnamskiej.

## Twórczość
W centrum zainteresowań twórczych Mimaroğlu znajdowała się muzyka elektroniczna. Od 1963 roku związany był z Columbia-Princeton Electronic Center. Punktem wyjściowym w procesie kształtowania dzieła muzycznego był dla niego poddawany obróbce surowy materiał dźwiękowy, nagrany przez wykonawców na taśmę. Uprawiał formy otwarte, posługując się różnorodnymi technikami notacyjnymi: od tradycyjnych po złożone instrukcje opisowo-werbalne. Mimaroğlu przywiązywał dużą wagę do publikacji swoich utworów. Dzieła, które nie doczekały się wykonania lub nagrania, zniszczył.
Był autorem kilku książek w języku tureckim: Amerika Sesleri (1956), Caz Sanatı (1958), Müzik Tarihi (1961), Onbir Çağdaş Besteci (1961), Elektronik Müzik (1970), Günsüz Günce (1989), Ertesi Günce (1994), Karşi Köşe (1996), Yokistan Tasarısı (1997).

## Wybrane kompozycje
(na podstawie materiałów źródłowych)

### Utwory orkiestrowe
- Koncert klarnetowy (1950)
- Metropolis (1955)
- September Moon (1976)
- Songs of Darkness na orkiestrę smyczkową (1982)

### Utwory kameralne
- Parodie sérieuse na kwartet smyczkowy (1947)
- Pièces futiles na klarnet i wiolonczelę (1958)
- Trio na klarnet, skrzypce i fortepian (1961)
- Music na 4 fagoty i wiolonczelę (1964)
- kwartety smyczkowe (II 1964, III „Elocutio contorta” 1968, IV „Like there’s Tomorrow” z sopranem obbligato do słów Nâzıma Hikmeta 1978)
- Cristal de Bohème na skrzypce, perkusję, wiolonczelę i klawesyn (1971)
- Idols of Perversity na wiolonczelę i zespół smyczkowy (1974)
- Monologue na klarnet i altówkę (1997)

### Utwory fortepianowe
- Pièces sentimentales (1957)
- Bagatele (1959)
- Sonata (1964)
- Threnodia (1965)
- Anacolutha (1965)
- Ulrike my Hope (1977)
- Rosa (1978)
- Valses ignobles et sentencieuses (1984)

### Utwory wokalno-instrumentalne
- Epicedium na sopran i orkiestrę kameralną (1961)
- 2 x e.e na kwartet wokalny (1963)

### Utwory na taśmę
- Intermezzo (1964)
- Le Tombeau d’Edgar Allan Poe (1964)
- Visual Studies (1966)
- 12 Preludes (1967)
- Wings of the Delirious Demon (1969)
- Hyperbole (1971)
- To Kill a Sunrise (1974)
- Tract (1975)
- The Offering (1979)
- The Last Allegro non troppo in Oberammergau (1984)
- The Last Largo (1989)
- Music plus One na skrzypce i taśmę (1970)
- Sleepsong for Sleepers na klarnet, fortepian i taśmę (1980)
- Still Life 1980 na wiolonczelę i taśmę (1983)
- Immolation Scene na głos i taśmę do słów Semry Ertan i Heinricha Heinego (1983)